# Xã Sawlog, Quận Hodgeman, Kansas
Xã Sawlog (tiếng Anh: Sawlog Township) là một xã thuộc quận Hodgeman, tiểu bang Kansas, Hoa Kỳ. Năm 2010, dân số của xã này là 91 người.